# 苏联扫盲运动
扫盲运动（俄语：ликбе́з）是20世纪20年代和30年代在苏俄和苏联开展的消除文盲的运动，由于帝俄文盲率高，苏联政府设立4万个扫盲站，要求8至50岁的人们获得本族语言的读写能力。该运动旨在推动党的意识形态，尤其侧重培养妇女，被认为是苏联社会的“现代化”推动者。然而，运动在1923年后遇到了困难，包括经费紧张和教育基础设施不足的问题。